# Bracenica
Bracenica is een geslacht van weekdieren uit de klasse van de Gastropoda (slakken).

## Soorten
- Bracenica spiridioni Radoman, 1973
- Bracenica vitojaensis Glöer, Grego, Erőss & Fehér, 2015